# Femi Claudius Cole
Femi Claudius Cole (sinh năm 1962) là một chính trị gia người Sierra Leone. Năm 2016, bà thành lập Đảng Thống nhất, bà trở thành người phụ nữ Sierra Leonean đầu tiên thành lập đảng chính trị. Năm 2018, bà là người phụ nữ đầu tiên ứng cử vào văn phòng của Chủ tịch Sierra Leone. Bà là nhà lãnh đạo đảng phụ nữ duy nhất ở Sierra Leone.

## Đầu đời
Olufemi Claudius-Cole sinh năm 1962 với mẹ là Rosalind và cha là bác sĩ AB Claudius Cole, một bác sĩ y khoa. Cha mẹ bà thành lập Phòng khám West End ở Freetown.

## Nghề nghiệp
Cole là một y tá hơn hai mươi năm. Bà làm y tá ở Sierra Leone và nước ngoài. Bà là giám đốc điều hành của Phòng khám West End ở Freetown.
Hiện trạng về các dịch vụ chăm sóc sức khỏe sẵn có giữa người giàu và nghèo Sierra Leone, tỷ lệ tử vong người mẹ sau khi sinh cao và tỷ lệ tử vong cao do các bệnh có thể phòng ngừa hoặc điều trị được đã thúc đẩy sự quan tâm của bà đến chính trị. Cole đã cân nhắc tham gia một đảng chính trị vào năm 2013, nhưng không thể tìm thấy một đảng mà bà đồng tình.

## Đảng thống nhất Sierra Leone
Claudius Cole thành lập Đảng Thống nhất vào tháng 11 năm 2016. Bà bắt đầu chiến dịch tranh cử tổng thống trước khi đảng được đăng ký chính thức vào tháng 10 năm 2017.
Mục đích của Đảng Thống nhất là đưa người dân Sierra Leone từ tất cả các nhóm sắc tộc đến với nhau trong một nỗ lực chung để cải thiện đất nước. Trọng tâm chính của đảng là giáo dục, y tế, tạo việc làm và thương mại quốc tế gia tăng.
Đảng có văn phòng tại Bo, Kenema và Makeni.
Cole đứng như một ứng cử viên trong cuộc tổng tuyển cử Sierra Leonean, 2018. Bà là ứng cử viên nữ tổng thống duy nhất trong cuộc bầu cử và là người phụ nữ đầu tiên trong lịch sử ứng cử vào văn phòng của Tổng thống Sierra Leone.
Hợp tác với West End Clinic, bà đã thành lập Unity Movement Sierra Leone - một sáng kiến tiếp cận cử tri thông qua các chương trình tiếp cận y tế di động để điều trị bệnh sốt rét, tăng huyết áp, tiểu đường và các bệnh khác. Sáng kiến bao gồm các cuộc họp thị trấn trong các cộng đồng bên lề.
Cole nhận được sự chứng thực của Isata Jabbie Kabbah, cựu Đệ nhất phu nhân của Sierra Leone và Dr.Nemata Majeks Walker, người sáng lập Tập đoàn Sierra Leone 50/50.
Đảng Thống nhất đã giành được 0,2% số phiếu trong cuộc Tổng tuyển cử 2018.